# فيلهلم الرابع (لاندغراف هسن-كاسل)
فيلهلم الرابع من هسن-كاسل (24 يونيو 1532 - 25 أغسطس 1592)؛ المعروف أيضًا باسم فيلهلم الحكيم، كان أول لاندغراف هسن-كاسل، وأيضا يعتبر مؤسس هذا الفرع والتي جذورها بقية حتى يومنا هذا، اعتبر فيلهلم رائداً في مجال علم الفلك وكما رعى عالم الفلكي الدنماركي تيخو براهي، وفي عهده نشر كتالوج نجوم هسن.
فيلهلم هو ابن ذكر الأكبر لـ فيليب الشهم لاندغراف هسن وكريستين الساكسونية والتي تنتسب إلى أسر ألمانية وبولندية ونمساوية وبوهيمية عريقة، وفي 1547 حتى 1552 أصبح الحاكم بالنيابة عن والده المسجون، حتى 1549 كان الحاكم بجوار والدته التي توفيت خلال هذه السنة، ومنذ 1567 بعد وفاة والده وتنفيذاً لوصيته حصل فيلهلم على أراضي حول العاصمة كاسل، في حين تلقى أخوته الأخرون الأجزاء الأخرى.
كان فيلهلم مثل والده له دورًا رائدًا في حماية الإصلاح اللوثري، بحيث لا يعرف الكلل في مساعيه لتوحيد فرق البروتستانتية المختلفة ضد الكاثوليكية، ومع ذلك فقد كان مترددًا في استخدام القوة العسكرية في هذا الصراع.
كمسؤول استطاع اظهار طاقة نادرة وأصدر العديد من المراسيم، وعين مسؤولين خبراء، وعلى وجه الخصوص كانت مطالب موارده المالية الضئيلة، وأيضا قام بتأمين أراضي الخاصة به ضد هذه التقسيمات والتي أدت إلى تقليل من ملكية والده، وذلك باستخدام قانون البكورة.

## الزواج والذرية
تزوج فيلهلم من سابين (2 يوليو 1549 - 17 أغسطس 1581)؛ ابنة كريستوف دوق فورتمبيرغ وآنا ماري من براندنبورغ-أنسباخ، كان زواج سعيد، وأنجبت له:-
- آنا ماري (27 يناير 1567 - 21 نوفمبر 1626)؛ تزوجت من لودفيغ الثاني كونت ناساو-فيلبورخ، لهم ذرية.
- هيدفيغ (30 يونيو 1569 - 7 يوليو 1644)p تزوجت من إرنست أمير شاومبورغ، ليس لديهم ذرية.
- أغنيس (30 يونيو - 5 سبتمبر 1569).
- صوفي (10 يونيو 1571 - 18 يناير 1616).
- موريس (25 مايو 1572 - 15 مارس 1632)؛ خليفة والده، له ذرية.
- سابين (12 مايو - 29 نوفمبر 1573).
- سيدوني (29 يونيو 1574 - 4 أبريل 1575).
- كريستيان (14 أكتوبر 1575 - 9 نوفمبر 1578).
- إليزابيث (11 مايو 1577 - 25 نوفمبر 1578).
- كريستين (19 أكتوبر 1578 - 19 أغسطس 1658)؛ تزوجت من يوهان إرنست، دوق ساكس-أيزناخ، ليس له ذرية.
- يوليانه (ولدت وتوفيت في 9 فبراير 1581).

بالإضافة إلى ذلك كان لدى فيلهلم عدد قليل من الأطفال غير الشرعيين، كان فيليب فون كورنبرغ (1553-1616) الأكثر أهمية والمفضل من بين هؤلاء، بحيث أنه ابنه من عشيقته إليزابيث فالنشتاين، تم تكريمه من قبل والده وأصبح سلف البارون فون كورنبرغ الحالي.